# (4717) Kaneko
(4717) Kaneko es un asteroide perteneciente al cinturón de asteroides, descubierto el 20 de noviembre de 1989 por Yoshikane Mizuno y el también astrónomo Toshimasa Furuta desde el Kani Observatory, Kani, Japón.

## Designación y nombre
Designado provisionalmente como 1989 WX. Fue nombrado Kaneko en honor a Isao Kaneko que propició una educación social durante la reconstrucción en la posguerra de Japón. Promovió actividades culturales en los pueblos de montaña, estableció un observatorio privado y ahora es un director del Servicio de Educación Espacial Misono.

## Características orbitales
Kaneko está situado a una distancia media del Sol de 3,014 ua, pudiendo alejarse hasta 3,310 ua y acercarse hasta 2,719 ua. Su excentricidad es 0,097 y la inclinación orbital 10,78 grados. Emplea 1912 días en completar una órbita alrededor del Sol.

## Características físicas
La magnitud absoluta de Kaneko es 11,3. Tiene 17,99 km de diámetro y su albedo se estima en 0,1808.